# Кумтіин
Кумтіи́н (каз. Құмтиын) — село у складі Жамбильського району Жамбильської області Казахстану. Входить до складу Каракемерського сільського округу.
У радянські часи село називалось Ільїч.
Населення — 792 особи (2021; 738 у 2009, 617 у 1999, 799 у 1989).